# Kanton Caen-10
Der Kanton Caen-10 war von 1982 bis 2015 ein französischer Wahlkreis im Département Calvados und in der damaligen Region Basse-Normandie. Er umfasste zwei Gemeinden und einen Gemeindeteil im Arrondissement Caen; sein Hauptort (frz.: chef-lieu) war Caen. Die landesweiten Änderungen in der Zusammensetzung der Kantone brachten im März 2015 seine Auflösung. Vertreter im Generalrat des Départements war zuletzt seit 2004 Raymond Slama. 

## Gemeinden
Der Kanton bestand aus zwei Gemeinden und einem Teil von Caen (angegeben ist hier die Gesamteinwohnerzahl, im Kanton lebten etwa 7000 Einwohner von Caen):
| Gemeinde           | Einwohner (Stand: 2022) | Code postal | Code Insee |
| ------------------ | ----------------------- | ----------- | ---------- |
| Caen               | 108.398                 | 14000       | 14118      |
| Cormelles-le-Royal | 5273                    | 14123       | 14181      |
| Ifs                | 11.868                  | 14123       | 14341      |